# Alexander Jakowlewitsch Chintschin

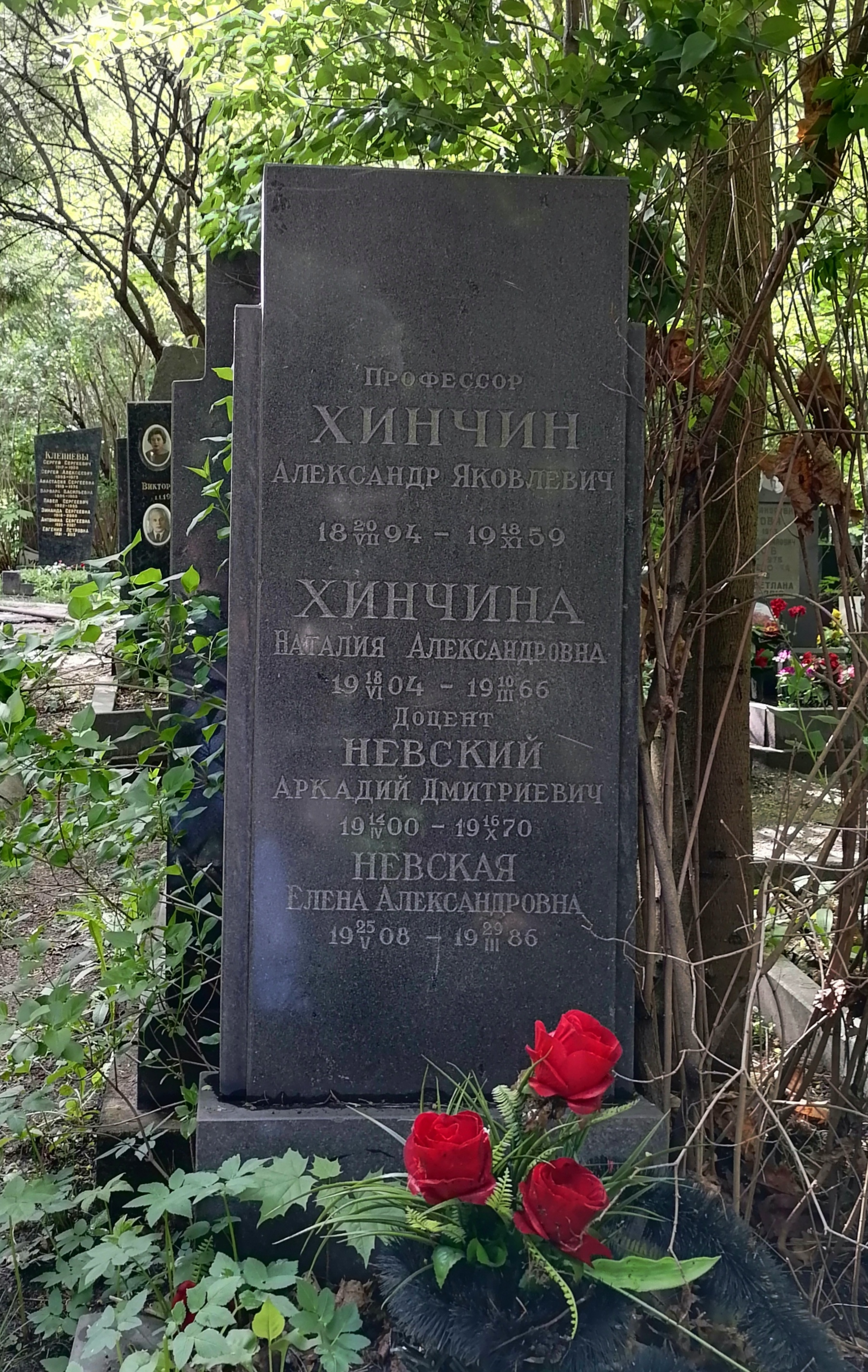
Grab von Alexander Jakowlewitsch Chintschin

Alexander Jakowlewitsch Chintschin (im Französischen häufig Khintchine und im Englischen Aleksandr Yakovlevich Khinchin, russisch Александр Яковлевич Хинчин, wissenschaftliche Transliteration: Aleksandr Jakovlevič Chinčin; * 7. Julijul. / 19. Juli 1894greg. in Kondyrjowo in der heutigen Oblast Kaluga; † 18. November 1959 in Moskau) war ein sowjetischer Mathematiker. Sein Hauptarbeitsgebiet war die Stochastik. So ist ein Satz zum schwachen Gesetz der großen Zahlen nach ihm benannt. Er wird in der Literatur (neben anderen) als einer der Begründer der Wahrscheinlichkeitstheorie in der Sowjetunion bezeichnet. Auch schrieb er einige bedeutende Arbeiten zur Geschichte der Mathematik.

## Stationen der Lehre und Forschung
In Kaluga absolvierte er eine Realschule, um dann von 1906 bis 1907 in Zürich auf einer privaten Schule seine Schulausbildung zu vertiefen. Danach ging er nach Moskau auf ein Realgymnasium. An der Moskauer Universität begann er im Jahre 1911 ein mathematisches Studium. In der Forschungsgruppe um den Mathematiker Nikolai Nikolajewitsch Lusin begann er seine ersten selbständigen Untersuchungen zur Theorie reeller Funktionen. Nach seinem Studium, das er im Jahre 1916 beendete, arbeitete er an einem polytechnischen Institut in Moskau und wurde anschließend als Professor an die mathematisch-physikalischen Fakultät in Iwanowo-Wosnessensk berufen.
Als ihm im Jahre 1922 ein Lehrstuhl für Mathematik angeboten wurde, ging er nach Moskau zurück. Vorher hatte er schon an einem Forschungsinstitut der staatlichen Universität in Moskau gearbeitet. Im Jahre 1939 ernannte ihn die Akademie der Wissenschaften der UdSSR zum korrespondierenden Mitglied. In den dreißiger Jahren wurde er Sektionsleiter für die Methodik des Unterrichts im Volkskommissariat für Bildung der RSFSR. Ab Mitte der 1940er Jahre gehörte er auch dem Präsidium der sowjetischen Akademie der pädagogischen Wissenschaften für weitere Jahre an.
Er erhielt den Staatspreis der UdSSR, den Leninorden, den Orden des Roten Banners der Arbeit, den Stalinpreis und Ehrenzeichen der Sowjetunion.

## Forschungsarbeiten
Anknüpfend an die Arbeiten von Arnaud Denjoy bezüglich einer verallgemeinerten Integrationsmethode begann er, die Bedingungen dafür zu formulieren, dass in einem definierten Intervall einer messbaren Funktion an fast allen Punkten eine asymptotische Ableitung gebildet werden kann. Des Weiteren entwickelte er den Integralbegriff des Chintschin-Integral. Danach konzentrierte sich Chintschin auf Untersuchungen auf dem Gebiet der Zahlentheorie, wie die Eigenschaften von irrationalen Zahlen. Er untersuchte Probleme der Theorie der diophantischen Approximation und entwickelte speziell (parallel zu Kurt Mahler) sogenannte Übertragungssätze für Ergebnisse zwischen verwandten Approximationsproblemen.
Er beschäftigte sich mit der Anwendung der metrischen Funktionentheorie auf dem Gebiet der Wahrscheinlichkeitstheorie. Insbesondere betrachtete er den Zusammenhang von Summen unabhängiger Zufallsvariablen und unbeschränkt teilbaren Verteilungen und zeigte dort die Lévy-Khinchin-Formel. Er konnte beispielsweise zeigen, dass bei geeigneter Wahl der Konstanten die Summe von normierten, unabhängigen und identisch verteilten Verteilungen immer zu einer Normalverteilung konvergiert (zentraler Grenzwertsatz).
Er begründete die metrische Theorie der Kettenbrüche, indem er 1935 zeigte, dass bei fast allen reellen Zahlen das geometrische Mittel der Teilnenner ihrer Kettenbrüche gegen die Chintschin-Konstante konvergiert.
Nach ihm ist Chintschins schwaches Gesetz der großen Zahlen benannt, eine Formulierung des schwachen Gesetzes der Großen Zahlen.
Zur gleichen Zeit wie Andrei Nikolajewitsch Kolmogorow zeigte er einige  Grundlagen zur Beschreibung zufälliger Prozesse, die man für die Konstruktion und die Funktion technischer, automatischer Anlagen und deren Arbeitsabläufe benötigte.  Diese Arbeiten führten ihn auf das Gebiet der klassischen Quantenphysik, wo er mit analytischen Methoden einige Zusammenhänge beweisen konnte. Mit den gleichzeitig von George David Birkhoff entwickelten Voraussetzungen für den individuellen Ergodensatz gelang es Chintschin zu zeigen, dass es bei Versuchsabläufen genügt, nur einen stationären Prozess zu betrachten, wenn Mittelwert und zugehörige Streuung experimenteller Größen abgeschätzt werden müssen. Weiterhin wandte er sich dem Gebiet der Informationstheorie zu, deren Grundlagen von Claude Elwood Shannon geschaffen wurden. Das Wiener-Chintschin-Theorem ist nach ihm und nach Norbert Wiener benannt.
Zu seinen Doktoranden zählten Alexander Gelfond, Dmitri Abramowitsch Raikow und Boris Gnedenko.

## Schriften (Auswahl)
- Sur la loi des grands nombres, Comptes Rendus de l’Academie des Sciences, Paris, Band 188, 1929, S. 477.
- Continued Fractions, Mineola, N.Y. : Dover Publications, 1997, ISBN 0-486-69630-8 (Erstveröffentlichung in Moskau, 1935)
- Three Pearls of Number Theory, Mineola, NY : Dover Publications, 1998, ISBN 0-486-40026-3 (Erstveröffentlichung in Moskau und Leningrad, 1947)
- Mathematical Foundations of Quantum Statistics, Mineola, N.Y. : Dover Publications, 1998, ISBN 0-486-40025-5 (Erstveröffentlichung in Moskau und Leningrad, 1951)

Deutsche Übersetzungen der Schriften von A.J. Chintschin:
- Asymptotische Gesetze der Wahrscheinlichkeitsrechnung, Berlin 1933
- Drei Perlen der Zahlentheorie, Berlin 1951 (Das Buch behandelt Van der Waerden’s Satz über arithmetische Progressionen, den Beweis der Landau-Schnirelmann-Vermutung durch Henry Mann, und den elementaren Beweis von Warings Problem (zuvor schon bewiesen von David Hilbert) von Juri Linnik)
- Enzyklopädie der Elementarmathematik mit P.S. Alexandroff und A.I. Markuschewitsch, Berlin 1954. 5 Bände (= Hochschulbücher für Mathematik, Band 7–11).
- Mathematische Grundlagen der statistischen Mechanik mit Hans-Joachim Rossberg, Berlin 1956
- Mathematische Grundlagen der Quantenstatistik, Berlin 1956
- E-entropie und E-kapazität von Mengen in Funktionalräumen mit A.N. Kolmogorov und Wladimir Michailowitsch Tichomirow, Berlin  1960
- Information und Informationsstabilität zufälliger Grössen und Prozesse mit M. S. Pinsker, Berlin 1963
- Allgemeine Formulierung des Shannonschen Hauptsatzes der Informationstheorie mit R. L. Dobruschin, Berlin 1963
- Arbeiten zur Informationstheorie mit D. K. Faddeev, A. N. Kolmogorov, Alfréd Rényi und J. Balatoni, Berlin 1967
- Elementare Einführung in die Wahrscheinlichkeitsrechnung mit B. W. Gnedenko, Berlin 1982